# 鈴木重信 (地方公務員)
鈴木 重信（すずき しげのぶ、1943年または1944年 - ）は、日本の地方公務員。大阪府出納長、同副知事、大阪府住宅供給公社理事長を歴任。

## 人物・経歴
大阪府入庁。1996年4月、高田常三郎の後任として人事委員会事務局長。1997年5月、同職を片岡健彦と交代し灘本正博の後任として商工部長。1999年7月、同職を山田信治と交代し今堀富三の後任として出納長。2001年4月、同職を小坂裕次郎と交代し大阪府副知事就任。自身の若手職員時代で、唯一の革新府政だった黒田了一元知事について「老人医療費の無料化も、府立高校の増設も、黒田府政の施策は時代の要請にこたえた結果。当時としては正しかった」と話した。大阪府庁退職後の2005年5月、大阪府住宅供給公社理事長。2007年6月、同職退任。